# Fermoselle
Fermoselle é um município raiano da Espanha na província de Zamora, comunidade autónoma de Castela e Leão, de área 69,34 km² com população de 1482 habitantes (2007) e densidade populacional de 22,67 hab/km².
Limita com os municípios de Villar del Buey a nordeste, Vilarinho de Aires, Trabanca e Almendra a sul e Miranda do Douro e Mogadouro a oeste.
Fermoselle foi escolhida como Patrimônio Histórico, Artístico, Cultural e Arquitetônico da Espanha, como designado pela Comissão de Patrimônio da província de Castela e Leão.

## Demografia
| Variação demográfica do município entre 1991 e 2004 | Variação demográfica do município entre 1991 e 2004 | Variação demográfica do município entre 1991 e 2004 | Variação demográfica do município entre 1991 e 2004 |
| --------------------------------------------------- | --------------------------------------------------- | --------------------------------------------------- | --------------------------------------------------- |
| 1991                                                | 1996                                                | 2001                                                | 2004                                                |
| 1981                                                | 1782                                                | 1615                                                | 1552                                                |